# Verdades Secretas
Verdades Secretas è una telenovela brasiliana prodotta e trasmessa da TV Globo dall'8 giugno al 25 settembre 2015, in 64 episodi.
Scritta da Walcyr Carrasco, con la collaborazione di Maria Elisa Berredo e Bruno Lima Penido, e la regia di Allan Fiterman, Mariana Richard, André Barros, regia generale di André Felipe Binder, Natália Grimberg, e Mauro Mendonça Filho, il regista principale.
È stata la prima trama originale trasmessa nell'orario delle 23, perché quelle precedenti erano remake di produzioni passate di successo come O Astro, Gabriela, Saramandaia e O Rebu.
I principali attori della serie sono Camila Queiroz, Rodrigo Lombardi, Drica Moraes, Agatha Moreira, Grazi Massafera, Marieta Severo, Reynaldo Gianecchini e Rainer Cadete.